# Gammarotettix
Gammarotettix is een geslacht van rechtvleugeligen uit de familie grottensprinkhanen (Rhaphidophoridae). De wetenschappelijke naam van dit geslacht is voor het eerst geldig gepubliceerd in 1888 door Brunner von Wattenwyl.

## Soorten
Het geslacht Gammarotettix omvat de volgende soorten:
- Gammarotettix aesculus Strohecker, 1951
- Gammarotettix apache Rehn, 1940
- Gammarotettix bilobatus Thomas, 1872
- Gammarotettix bovis Rehn, 1941
- Gammarotettix cyclocercus Hebard, 1916
- Gammarotettix genitalis Caudell, 1916